# Hornbachspitze
L'   Hornbachspitze    è una montagna alta 2.533 m sopra il livello del mare, sita nelle Alpi dell'Algovia, nella Catena montuosa dell'Hornbach, nello stato federale austriaco del Tirolo, in Austria.

## Geografia
L'Hornbachspitze si trova al confine tra Germania e Austria, a sud di Oberstdorf. La vetta si trova in territorio austriaco, nel Tirolo. A ovest si trova l'Öfnerspitze, a est la Marchspitze.

## Geologia
L'Hornbachspitze fa parte della catena montuosa dell'Hornbach. La sua sommità è costituita da fragile dolomia principale.

## Accesso
È una vetta molto solitaria e poco frequentata ma facile da raggiungere tramite il monte Öfnerkar.